# Aclista
Aclista is een geslacht van vliesvleugelige insecten uit de familie van de Diapriidae.

## Soorten
- A. acuta (Kieffer, 1909)
- A. alticollis (Thomson, 1859)
- A. amycale Kozlov, 1978
- A. analis (Kieffer, 1909)
- A. angusta (Kieffer, 1909)
- A. arisba Nixon, 1957
- A. atra (Kieffer, 1910)
- A. atriceps (Kieffer, 1909)
- A. bispinosa Wall, 1967
- A. bitensis (Kieffer, 1909)
- A. boops (Thomson, 1859)
- A. brachycera (Kieffer, 1910)
- A. brevistilus (Kieffer, 1909)
- A. cantiana (Curtis, 1831)
- A. carinata Kozlov, 1978
- A. cleora Kozlov, 1978
- A. clito Nixon, 1957
- A. crassinervis (Kieffer, 1910)
- A. crassistilus (Kieffer, 1909)
- A. decipiens (Kieffer, 1909)
- A. delicata Kieffer, 1909
- A. doriai (Kieffer, 1909)
- A. dubia (Kieffer, 1909)
- A. dubiosa (Kieffer, 1910)
- A. elevata (Thomson, 1859)
- A. eucera (Kieffer, 1909)
- A. evadne Nixon, 1957
- A. evanescens (Kieffer, 1910)
- A. excisa (Kieffer, 1909)
- A. filiformis (Kieffer, 1910)
- A. flavicornis (Kieffer - homonymA, 1909)
- A. flavicoxis (Thomson, 1859)
- A. foersteri (Kieffer, 1910)
- A. folia Nixon, 1957
- A. fracta (Kieffer, 1910)
- A. fractinervis (Kieffer, 1910)
- A. fusca (Kieffer, 1910)
- A. fuscicornis (Kieffer, 1909)
- A. fusciventris (Kieffer, 1907)
- A. goetti (Kieffer, 1907)
- A. gracilis (Kieffer, 1907)
- A. haemorrhoidalis (Kieffer, 1910)
- A. hamata (Kieffer, 1910)
- A. hungarica (Kieffer, 1909)
- A. inflexa (Kieffer, 1910)
- A. insolita Nixon, 1957
- A. janssoni Nixon, 1957
- A. lapponica (Hellen, 1964)
- A. larsovei Buhl, 1996
- A. levifrons (Kieffer, 1909)
- A. lineare Nixon, 1957
- A. longistilus (Kieffer, 1909)
- A. lugens (Kieffer, 1910)
- A. manteroi (Kieffer, 1910)
- A. marginalis (Kieffer, 1909)

- A. marshalli (Kieffer, 1910)
- A. matrana Szabó, 1977
- A. maura (Kieffer, 1910)
- A. mediterranea Buhl, 1998
- A. microptera Kieffer, 1908
- A. modesta (Kieffer, 1909)
- A. monticola (Kieffer, 1910)
- A. mycale Nixon, 1957
- A. myles Nixon, 1957
- A. myrmecophila Kieffer, 1904
- A. neglecta (Kieffer, 1907)
- A. nigerrima Kozlov, 1978
- A. nigriceps (Kieffer, 1907)
- A. nigricoxis (Foerster, 1861)
- A. ninae Buhl, 1998
- A. oxytoma (Kieffer, 1909)
- A. pallida (Thomson, 1859)
- A. parvula (Kieffer, 1910)
- A. pedisequa Kieffer, 1908
- A. praeclara Nixon, 1957
- A. prolongata (Kieffer, 1907)
- A. prudens Nixon, 1957
- A. recta (Kieffer, 1910)
- A. relativa Buhl, 1997
- A. rufifrons (Kieffer, 1910)
- A. rufipes (Kieffer, 1907)
- A. rufopetiolata (Nees, 1834)
- A. scutellaris (Thomson, 1859)
- A. soror (Kieffer, 1909)
- A. stigma Kieffer, 1909
- A. striata (Kieffer, 1909)
- A. striolata (Kieffer, 1909)
- A. subaequalis (Kieffer, 1910)
- A. szelenyii (Moczar, 1938)
- A. szepligetii (Kieffer, 1910)
- A. tenuinervis (Kieffer, 1910)
- A. testacea (Thomson, 1859)
- A. transversa Buhl, 1997
- A. tristis Nixon, 1957
- A. variiventris Kieffer, 1909
- A. vitellinipes (Kieffer, 1910)